# Nicky Saliba
Nicholas „Nicky” Saliba (ur. 26 sierpnia 1966) – maltański piłkarz  grający na pozycji pomocnika. W swojej karierze rozegrał 68 meczów w reprezentacji Malty i strzelił w nich 4 gole.

## Kariera klubowa
Swoją karierę piłkarską Saliba rozpoczął w klubie Msida Saint-Joseph. W 1986 roku awansował do kadry pierwszego zespołu i w sezonie 1986/1987 zadebiutował w jego barwach w pierwszej lidze maltańskiej. W 1987 roku przeszedł do Valletty FC. W sezonie 1989/1990 wywalczył z nią swój pierwszy w karierze tytuł mistrza Malty. Po tytuł mistrzowski sięgał również w sezonach 1991/1992, 1996/1997, 1997/1998, 1998/1999 i 2000/2001. Wraz z Vallettą zdobył również sześć Pucharów Malty w sezonach 1990/1991, 1994/1995, 1995/1996, 1996/1997, 1998/1999 i 2000/2001. Po sezonie 2002/2003 zakończył karierę piłkarską.
| Sezon   | Klub               | Kraj  | Rozgrywki      | Mecze | Bramki |
| ------- | ------------------ | ----- | -------------- | ----- | ------ |
| 1986/87 | Msida Saint-Joseph | Malta | Premier League | ?     | ?      |
| 1987/88 | Valletta FC        | Malta | Premier League | 14    | 1      |
| 1988/89 | Valletta FC        | Malta | Premier League | 16    | 2      |
| 1989/90 | Valletta FC        | Malta | Premier League | 15    | 0      |
| 1990/91 | Valletta FC        | Malta | Premier League | 16    | 2      |
| 1991/92 | Valletta FC        | Malta | Premier League | 17    | 4      |
| 1992/93 | Valletta FC        | Malta | Premier League | 17    | 1      |
| 1993/94 | Valletta FC        | Malta | Premier League | 16    | 0      |
| 1994/95 | Valletta FC        | Malta | Premier League | 17    | 1      |
| 1995/96 | Valletta FC        | Malta | Premier League | 18    | 3      |
| 1996/97 | Valletta FC        | Malta | Premier League | 27    | 3      |
| 1997/98 | Valletta FC        | Malta | Premier League | 26    | 1      |
| 1998/99 | Valletta FC        | Malta | Premier League | 24    | 1      |
| 1999/00 | Valletta FC        | Malta | Premier League | 7     | 1      |
| 2000/01 | Valletta FC        | Malta | Premier League | 13    | 0      |
| 2001/02 | Valletta FC        | Malta | Premier League | 24    | 1      |
| 2002/03 | Valletta FC        | Malta | Premier League | 20    | 0      |

## Kariera reprezentacyjna
W reprezentacji Malty Saliba zadebiutował 23 listopada 1988 roku w zremisowanym 1:1 towarzyskim meczu z Cyprem, rozegranym w Ta’ Qali. W swojej karierze grał w: eliminacjach do MŚ 1990, Euro 1992, MŚ 1994, Euro 1996, MŚ 1998, Euro 2000 i MŚ 2002. Od 1988 do 2001 roku rozegrał w kadrze narodowej 68 meczów i strzelił w nich 1 gola.